# 91335 Alexandrov
91335 Alexandrov è un asteroide della fascia principale. Scoperto nel 1999, presenta un'orbita caratterizzata da un semiasse maggiore pari a 2,391488 UA e da un'eccentricità di 0,154005, inclinata di 5,877126° rispetto all'eclittica.